# Eupteleaceae
Eupteleaceae é uma família de plantas angiospérmicas (plantas com flor - divisão Magnoliophyta), pertencente à ordem Ranunculales.
Este género ten a sua área de distribuição desde Assam à China e Japão, consistindo em apenas 2 espécies de pequenas árvores ou arbustos:
- Euptelea pleiosperma
- Euptelea polyandra

Euptelea polyandra é usada como alimento por larvas de alguns lepidópteros.